# هاينز كاوفمان
هاينز كوفمان (بالألمانية: Heinz Werner Alfred Kaufmann)‏ هو مجدف ألماني، ولد في 20 سبتمبر 1913 في برلين في ألمانيا، وتوفي بنفس المكان في 31 أغسطس 1997.

## وصلات خارجية
- فيرنر كوفمان على موقع الاتحاد الدولي للتجديف (الإنجليزية)
- فيرنر كوفمان على موقع اللجنة الأولمبية الدولية (الإنجليزية)
- فيرنر كوفمان على موقع أوليمبيديا (الإنجليزية)